# Carl Beidtel
Carl Beidtel (* 14. September 1817 in Zara; † 6. März 1893 in Innsbruck) war ein österreichischer Jurist und Politiker.

## Leben
Beidtel war der Sohn von Ignaz Beidtel und schlug ebenfalls eine juristische Karriere ein. Von 1835 bis 1839 studierte er Rechts-, Sozial- und Finanzwissenschaft sowie Geschichte an der Universität Brünn und Wien. 1841 wurde er in Brünn zum Dr. jur. promoviert. 
Nach dem Studium war er von 1839 bis 1840 Auskultant bei der Kammerprokuratur, von 1840 bis 1841 Konzeptspraktikant, von 1841 bis 1850 Auskultant beim Landrecht in Brünn und 1850 Landgerichtsassessor in Brünn. Zwischen 1850 und 1786 lehrte er als ordentlicher Professor des Zivilprozesses, der Finanzgesetzkunde und des Handels- und Wechselrechts an der Universität Innsbruck. Dort war er von 1860 bis 1861 sowie zwischen 1867 und 1868 auch Dekan der Juristischen Fakultät und von 1871 bis 1872 auch Präsident der Staatsprüfungskommission.
Edmund Klotz schuf 1894 die Büste von Karl Beidtel im Foyer der Universität Innsbruck.

## Politik
Vom 23. Mai 1848 bis zum 25. April 1849 war er für den Wahlkreis Mähren (Kreis Hradisch, Ungarisch-Hradisch) Abgeordneter der Frankfurter Nationalversammlung. Er war fraktionslos und stimmte überwiegend mit dem Linken Centrum. Er gehörte zu den Abgeordneten, die gegen die Wahl Friedrich Wilhelms IV. zum Kaiser der Deutschen stimmten.

## Werk
Beidtel war Verfasser politischer, juristischer und belletristischer Schriften. Diese veröffentlichte er auch unter dem Pseudonym Albrecht Tebeldi. Dies waren unter anderem:
- Die Auflösung der staatlichen Einheit der österreichischen Monarchie durch die Nationalversammlung zu Frankfurt, Leipzig 1848
- Handbuch des österreichischen Gerichtsverfahrens
- Die Slarven im Kaiserthume Oesterich, 1848
- Das Eigenthum, 1848
- Die Geldangelegenheiten Oestreichs, Leipzig 1847